# Chaîne Bush
La chaîne Bush (en anglais : Bush Mountains) est un massif montagneux de la chaîne de la Reine-Maud, dans la chaîne Transantarctique, en Antarctique. Son point culminant, le dôme Husky, s'élève à 3 581 mètres d'altitude. Il s'étend à l'ouest du glacier Shackleton.

## Sommets principaux
- Dôme Husky, 3 581 m
- Mont Rosenwald, 3 450 m
- Mont Bennett, 3 090 m

## Histoire
La chaîne Bush est découverte par l'expédition Byrd au cours de survols au-dessus de la chaîne de la Reine-Maud en novembre 1929. Elle est cartographiée à partir de photographies aériennes de l'United States Antarctic Service (1939-1941), de l'opération Highjump (1946-1947) et de l'opération Deep Freeze (1956-1963). Elle est nommée par l'Advisory Committee on Antarctic Names à l'instigation de Richard Byrd en l'honneur de James I. Bush, mécène de l'expédition.